# Westflorida

Das ausgedehnte West-Florida-Territorium um 1767

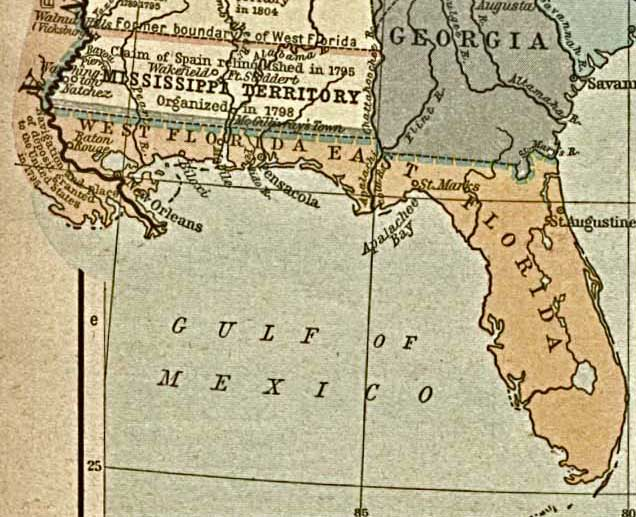
Karte von West- und Ostflorida in den frühen 1800er-Jahren

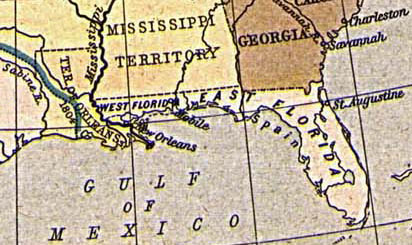
West- und Ostflorida um 1810

Westflorida (englisch West Florida, spanisch Florida Occidental) war der Name der Küste des Golfs von Mexiko zwischen der Mündung des Mississippi und dem Apalachicola River, an das sich östlich das historische Ostflorida anschließt. Das Gebiet von Westflorida wurde später zwischen den heutigen US-Staaten Louisiana, Mississippi, Alabama und Florida aufgeteilt.

## Geschichte
Von 1682 bis 1763 war das Gebiet Teil der französischen Kolonie Louisiana. Nach dem Siebenjährigen Krieg kam es zu Großbritannien, das es als Kolonie Westflorida organisierte. Hauptstadt wurde Pensacola. Nordgrenze der Kolonie war zunächst der 31. Breitengrad, 1767 wurde sie auf 32° 28' verschoben.
Im Amerikanischen Unabhängigkeitskrieg, an dem Spanien als Verbündeter Frankreichs auf Seiten der aufständischen Kolonisten teilnahm, blieben beide Florida loyal. Nach dem Krieg wurden sie im Frieden von Paris an Spanien abgetreten, ohne dass dabei die Nordgrenze definiert wurde. Spanien beanspruchte zunächst die nördlichere, 1767 festgelegte Grenze, akzeptierte in dem 1795 mit den USA geschlossenen Pinckney-Vertrag jedoch den 31. Breitengrad.
1810 kam es zu einer Rebellion US-amerikanischer Siedler in Westflorida gegen die spanische Herrschaft. Eine freie und unabhängige Republik Westflorida wurde ausgerufen, deren Verfassung sich eng an die US-Verfassung anlehnte. Am 27. Oktober 1810 wurde Westflorida von den USA annektiert, die das Gebiet als Teil der bereits 1803 von Frankreich im Louisiana Purchase erworbenen Kolonie Louisiana ansahen. Im Adams-Onís-Vertrag von 1819 trat Spanien alle seine Gebiete in Florida an die USA ab.
Das Gebiet von Westflorida wurde zwischen den heutigen US-Staaten Louisiana, Mississippi, Alabama und Florida aufgeteilt.

## Weiteres

Bonnie Blue Flag

Die Rebellen, die sich 1810 gegen die spanische Herrschaft auflehnten, verwendeten einen Vorläufer der Bonnie Blue Flag, die 50 Jahre später von den Rebellen im Bürgerkrieg verwendet wurde.